# GRACEFUL MUSIC
GRACEFUL MUSIC（グレースフルミュージック）はgrace aya、Hiromasa Takemoto、Yuusukeからなる日本の音楽ユニット。

## 来歴
2008年grace ayaのプロデュースの元、Yuusukeとコラボレーションを開始。2012年から528Hzを使用、2013年からクリスタルボウルを使用した音楽を創作し、数々のヒーリング・ミュージックを手掛ける。2018年にプロジェクト名・レーベル名をGRACEFUL MUSICと改め、2023年からアーティストのHiromasa Takemotoとビジュアルアートでのコラボレーションを開始し、新たな世界観を創造。自然、地球を愛し、本来の自分の輝きのまま人生を豊かに生きたい人のための様々な音楽を提供している。

## 作品
2008年
- Free Will&GRACE
- New Moon Night
- True Love
- Blessing
- 宇宙Sora

2011年
- Holy Lotus
- Holy Place

2013年
- graceful muses
- fairy time
- Linden 風のみち
- Chakra Clearing for Your Heart

2014年
- Crystal Dreams
- Rose Flower Meditation
- Violet Rose Clearing Meditation
- Rose Flower Marriage Meditation
- Crystal Earth〜豊かな地球からの贈り物〜

2016年
- Magical Forest〜魔法の森の小さな物語〜

2018年
- GRACE癒しフェスタテーマ2018（配信シングル）

2020年
- MARRIAGE2〜プロローグ（配信シングル）

2021年
- MARRIAGE2（配信アルバム）
- 魔法の癒しの森（配信アルバム）
- Beautiful Days（配信シングル）

2023年
- flow+er -First Resonance-（配信アルバム）
- Hopeful Lights（配信アルバム）
- Graceful Muses2（配信アルバム）
- Kindness（配信アルバム）
- Home（配信アルバム）

2024年
- flow+er 2nd Resonance-Hibiki-（配信アルバム）
- 凛（配信アルバム）
- Arc-en-ciel（配信アルバム）
- Lemurian Lights（配信アルバム）
- Truth of Atlantis（配信アルバム）

2025年
- Bloom（配信アルバム）
- SELENE（配信アルバム）